# Selkirkia berteroi
Selkirkia es un género monotípico de plantas con flores perteneciente a la familia Boraginaceae. Su única especie: Selkirkia berteroi, es originaria de Chile donde se encuentra en la isla Juan  Fernández.

## Taxonomía
Selkirkia berteroi fue descrito por William Botting Hemsley y publicado en Rep. Challenger, Bot. 1(3): 48 1884.